# Niu (モデル)
niu（ニュウ、正式な表記はniŭ、1972年 - ）は、日本のモデル。
1972年盛岡市生まれ、東京都出身。身長168cm。多摩美術大学在学中に『Olive』でモデルデビューする。靴下ブランド「*Mt.SOX*」のディレクターも務める。趣味は文章を書くこと、音楽鑑賞。特技はMacデザイン、写真、映像制作。ペットに犬を飼っている。

## 出演

### 映画
- reflection

### CM
- サントリー BOSS
- JR西日本
- リクルート とらばーゆ
- 日産自動車 マーチ（2005年、2010年）

### その他
- CDジャケット『男と女』（稲垣潤一のアルバム）